# Židovska općina Sarajevo
Židovska općina Sarajevo je vjerska organizacija građana Bosne i Hercegovine židovskog podrijetla. Sjedište općine je u Sarajevu. 

## Povijest
Židovska doseljenička povijest u Bosnu i Hercegovinu i Sarajevo počela je 1492. godine nakon što su španjolski katolički kraljevski par Ferdinand i Izabela uspjeli slomiti vlast muslimanskih vladara na području današnje Španjolske. Za preostale državljane muslimanske i židovske vjere počelo je vrijeme diskriminacije i pritiska da prihvate kršćanstvo ili da odsele. U tom momentu, osmanska vlast dopustila je židovskim prognanicima iz Španjolske da se nastane na njihovu području.

### Židovska općina Sarajevo
Oko 1551. doselile su prve židovske obitelji u Sarajevo, a već 1565. godine osnovana je Židovska (Sefardska) općina u Sarajevu Na molbu sarajevskih muslimanskih prvaka, Sijavuš-paša Hrvat, prilikom dolaska u Sarajevo 1581. godine dao je sagraditi veliki han za stanove Židova, kako bi živjeli kao posebni narod u gradu. Međutim, osmanska vlast nije Židovima nametnula odredbe o getu koje su prvo uspostavili kršćanski vladari. Sijavuš-paša je uspio od sultana dobiti dopuštenje da sarajevski Židovi podignu svoju sinagogu. Tu prvu Sefardsku staru sinagogu su Židovi nazvali Il Kal Grandi (Veliki hram).
Samuel Baruh iz Soluna vršio je službu rabina među sarajevskim Židovima od 1623. do 1649. godine. Smatra se prvim rabinom u Sarajevu. U njegovo vrijeme podignuto je Židovsko groblje u kojem je do danas sačuvana i grobnica Samuela Baruha. Kada je austrijski vojskovođa Eugen Savojski prodro s vojskom do Sarajeva 1697. godine, dao je spaliti Sarajevo i tada su izgorjele najstarije matične knjige Židova. Godine 1731. godine Židovska općina u Sarajevu je inaugurirala svoj najstariji sačuvani Statut, a rabin David Pardo je već 1768. godine u Sarajevu osnovao židovsku teološku školu zvanu Ješiva. Tri godine kasnije osnovao je takvu školu i za Židove Travnika. Službu rabina od 1815. do 1830. obavljao Moše Danon koji je pošao u Palestinu s namjerom da tamo umre, ali je na tom putu umro u Stocu gdje na njegov grob i danas hodočaste Židovi Bosne i Hercegovine. Dolaskom Austro-Ugarske 1878. godine počeli su se u Sarajevo doseljavati i državljani židovske vjere, zvani Aškenazi. Godine 1879. osnovana je Aškenaška židovska općina u Sarajevu, a već 1901. po projektu Karla Paržika sagrađena je Aškenaška sinagoga na drugoj strani Miljacke koja i danas služi kao bogomolja sarajevskih Židova.
Nastankom Jugoslavije 1918. osnovana je Federacija židovskih religijskih zajednica u toj državi. Od 1928. do 1941. u Sarajevu je izlazio Jevrejski glas kao političko, kulturno i vjersko glasilo Židova. O značaju Židovske općine u Sarajevu govori podatak, da je 1923. godine Savez židovskih općina u Beogradu odlučio da se osnuje Srednji teološki seminar u Sarajevu, zbog toga što je Sarajevska židovska općina bila najstarija, imala veliki broj sinagoga, i sefardsku i aškenasku općinu, dva nadrabina i najviše prostora za smještaj. Srednji teološki seminar u Sarajevu je otvoren 1928. godine, što pokazuje da je Sarajevo u tom periodu bilo središte Židova u Jugoslaviji. Godine 1930. u Sarajevu je otvorena nova sefardska sinagoga Templ (Veliki novi hram), u to doba najveća nadsvođena građevina na Balkanu. 
U travnju 1941. započinje Drugi svjetski rat u Jugoslaviji i Sarajevo postaje dio Nezavisne Države Hrvatske. Ustaške vlasti postavljaju Srećka Bujasa da se stara o Židovskoj općinu u Sarajevu. Istog mjeseca je zapaljen i opljačkan Templ. Najprije su njemački vojnici i pljačkaši napali na molitveni prostor Templa, srušili luster s tisuću svijeća, po pod bacali relikvije, gazili knjige Mojsijeve, noževima parali tkanine, međusobno se tukli oko zlata i srebra, s kupole odvaljivali bakreni pokrov, bacali namještaj iz ureda. I onda, umoreni i uvjereni da su odnijeli sve što se odnijeti može, u kasno popodne otišli. Prolaznici su odvraćali pogled, pognutih glava žurno zamicali. Dok se sve to događalo, na suprotnoj strani ulice stajali su Moric Papo, tajnik Židovske općine u Sarajevu, Moric Daniti, kurir i Albert Finci. Stajali su i nemoćno promatrali. Kada su se uvjerili da su njemački vojnici i pljačkaši otišli, zaputili su se u opustošeni Templ. Kurir Daniti je natovario sve knjige na kolica i odnio ih u jedan privatni stan. Poslije su matične knjige povjerene vjeroučitelju Jakovu Maestru, a Pinkasi, noviji iz 1925., i stari iz 1720. Finciju, koji ih je smjestio u kasu. Nakon toga je došao njemački oficir i zatražio Pinkase. ↓1 Kada su mu predati, uzeo je onaj manji, iz 1720., i stavio u tašnu. Nije ostavio revers. Ne zna se ko je bio njemački oficir, niti je ikad utvrđeno o kome se radilo. Poslije Drugog svjetskog rata su mnogi pokušavali pronaći taj Pinkas. Pričalo se da bi mogao biti u nekoj austrijskoj knjižnici ili negdje u Njemačkoj, možda u Leipzigu.
U istoj godini (1941.) Židovima je naređeno nošenje žute zvijezde, a potom su organizirane deportacije na prisilni rad. Blizu 5 tisuća Židova deportirano je u logore, iako su pojedini ugledni građani Sarajeva prosvjedovali zbog toga. Tokom 1942. godine najveći broj Židova je deportiran u logore Jasenovac i Auschwitz. Prema popisu iz 1926. u Bosni i Hercegovini je bilo 13.643 Židova. Poslije Drugog svjetskog rata, 1945. godine u Bosni i Hercegovini je bilo samo 1.292 osoba židovskog podrijetla. Godine 1946. došlo je do ujedinjena sefarske i aškenaške židovske općine u jednu Židovsku općinu u Sarajevu. Židovi koji su preživjeli Drugi svjetski rat su ostali u Bosni i Hercegovini. U SFR Jugoslaviji židovska zajednica je dobila priliku da se ponovo oporavi, pa se, nakon rata, većina Židova ženila izvan svoje etničke skupine. Zbog toga, mnogi Srbi, Hrvati i Bošnjaci su se asimilirani u židovsku zajednicu. Ovi miješani brakovi su se ispostavili važni u Sarajevu tokom rata u Bosni i Hercegovini, pošto je židovska zajednica od oko 2.000 ljudi bila jedina jednako povezana s tri zaraćene strane.
Godine 1966. u Sarajevu su mnoge manifestacije obilježile 400 godina od dolaska Židova u Bosnu i Hercegovinu. Najstarija sinagoga Il Kal Grandi adaptirana je u Muzej Židova Bosne i Hercegovine, a na ostatcima sefardskog Templa napravljeno je "Radničko sveučilište Đuro Đaković" (danas Bosanski kulturni centar), u čijem je foajeu postavljena spomen-Menora, u znak sjećanja na 400 godina od dolaska Židova u Bosnu i Hercegovinu. Iste godine je izvršena i obimna adaptacija aškenaške sinagoge u Sarajevu koja je građevinski uređena tako da je njen gornji dio zadržao funkciju hrama sinagoge, a donji prostor je uređen u kancelarijske i radne prostorije, i dvije velike funkcionalne sale za društveni, kulturni i zabavni sadržaj, te za okupljanje članova i prijatelja Židovske općine. Samo dvije godine poslije (1968.) umire Menahem Avram Romano, posljednji sarajevski rabin.  
Godine 1992. u Sarajevu je višednevnom kulturnom manifestacijom Sefarad 92 obilježeno 500 godina od izgona Židova iz Španjolske. Iste godine početkom rata u Bosni i Hercegovini, Židovska općina u Sarajevu organizira nabavu hrane, lijekova i svake vrste pomoći, ali i nekoliko konvoja sa Sarajlijama koji bježe iz opkoljenog grada. Nakon rata u Bosni i Hercegovini Židovska općina u Sarajevu nastavlja djelovati. Danas ima svoju ljekarnu i kuhinju, koje su na raspolaganju članstvu. Stalno se održavaju mnoge kulturne manifestacije, te se objavljuje više značajnih publikacija.

## Sarajevski rabini
| #   | Naslov            | Ime i prezime                                        | Mandat započeo | Mandat završen | Napomene   |
| --- | ----------------- | ---------------------------------------------------- | -------------- | -------------- | ---------- |
| 1.  | rabin             | Samuel Baruh                                         | 1623.          | 1640.          |            |
| 2.  | rabin             | Haham Cevi Hirš zv. Aškenazi                         | 1686.          | 1689.          |            |
| 3.  | rabin             | Haham Isak Cevi                                      | 1691.          | 1716.          |            |
| 4.  | nadrabin          | Šem - Tov Cevi                                       | 1716.          | 1732.          |            |
| 5.  | rabin             | Josef Nakazi Avram Mačoro                            | 1732.          | ?              |            |
| 6   | nadrabin          | Jakob Pardo zv. Moreno                               | 1768.          | 1781.          |            |
| 7.  | rabin             | Isak Pardo                                           | 1781.          | 1810.          |            |
| 8   | nadrabin          | Moše Danon                                           | 1815.          | 1830.          |            |
| 9.  | rabin             | Meir Mehanem Danon                                   | 1830.          | 1839.          |            |
| 10. | nadrabin          | Moše Perera                                          | 1839.          | 1849.          |            |
| 11. | nadrabin          | Benjamin Danon                                       | 1849.          | 1852.          |            |
| 12. | rabin rabin rabin | Jichako Levi Cadik Danon Avram Levi                  | 1852.          | 1856.          | Bet-Din ↓2 |
| 13. | nadrabin          | Šimon Hason                                          | 1856.          | 1858.          |            |
| 14. | nadrabin          | Avram Levi                                           | 1858.          | 1868.          |            |
| 15. | rabin rabin rabin | Bencion Pinto Eliezer Šemtov Papo Juda Josef Finci   | 1868.          | 1884.          | Bet-Din    |
| 16. | nadrabin          | Juda Josef Finci                                     | 1884.          | 1887.          |            |
| 17. | nadrabin          | Avram Abinun                                         | 1887.          | 1902.          |            |
| 18. | rabin rabin rabin | Avram J. Romano zv. Merkado Moše Maestro Jošua Salom | 1902.          | 1917.          | Bet-Din    |
| 19. | nadrabin          | Moric Levi                                           | 1917.          | 1941.          |            |

| #  | Naslov   | Ime i prezime     | Mandat započeo | Mandat završen | Napomene                                   |
| -- | -------- | ----------------- | -------------- | -------------- | ------------------------------------------ |
| 1. | rabin    | Berhnard Buchvald | 1885.          | 1896.          |                                            |
| 2. | rabin    | N. Funk           | 1896.          | 1898.          |                                            |
| 3. | nadrabin | Samuel Vesel      | 1898.          | 1928.          | rabin (1989. – 1902.) nadrabin (1902-1928) |
| 4. | nadrabin | Hinko Urbah       | 1928.          | 1946.          |                                            |

| #  | Naslov   | Ime i prezime        | Mandat započeo | Mandat završen | Napomene     |
| -- | -------- | -------------------- | -------------- | -------------- | ------------ |
| 1. | nadrabin | Menahem Avram Romano | 1946.          | 1968.          |              |
| 2. | nadrabin | Cadik Danon          | 1972.          | 1992.          |              |
| 3. | rabin    | Eliezer Papo         | 1992.          | trenutačno     | nerezidentni |

## Sarajevske sinagoge
Kroz nekoliko stoljeća življenja u Sarajevu, Židovi su pružali veliki doprinos razvoju grada. Početkom rata u Bosni i Hercegovini 1992-1995. godine, većina sarajevskih Jevreja je evakuirana iz okupiranog grada. Oni koji su ostali, dijelili su sudbinu ostalih građana i kroz djelovanje društva La Benevolencija pružali veliku pomoć svojim sugrađanima. Sarajevo je imalo veliki broj židovskih vjerskih objekata. 
Il Kal Grandi (Veliki hram) je prva sinagoga u Sarajevu. Poznata je još pod imenom Stara sinagoga, Sijavuš-pašina daira, Il Kal vježu (Stari hram), Kortiž, Kortižiko (Kurtižiko) i Čifuthana. Sagrađena je 1581. godine. Sinagoga je više puta stradala od požara, naročito 1778. godine. Obnovljena je 1821. godine, a adaptirana i 1909. godine. Za vrijeme Drugog svjetskog rata služila je kao zatvor za Židove, prije upućivanja u logore. Nakon rata je restaurirana kao Muzej Židova Bosne i Hercegovine.
Il Kal Nuevu (Novi hram) je sinagoga sagrađena sedamdesetih godina 19. stoljeća. Nalazi se u Sijavuš-pašinoj avliji uz Il Kal Grandi. Ova sinagoga je prestala djelovati 1930. godine, nakon otvorenja Templa. Pred početak rata u Bosni i Hercegovini, u ovoj sinagogi je otvorena Galerija Novi hram.
Bet Tefila (Kuća molitve) je nekadašnja sinagoga u sarajevskom naselju Mejtaš. Poznata je i kao Il Kal di la Bilava. Bet Tefila je podignuta 1900/1. godine, a za utemeljenje ove sinagoge najveće zasluge ima nadrabin Avram Papo. Zdanje sinagoge, ali s drugom namjenom, postoji i danas. Godine 1941. ustaše su ovu sinagogu pretvorile u zatvor. Na fasadi Bet Tefile su i danas prepoznatljivi židovski simboli menora i Davidova zvijezda .
Aškenaska sinagoga  se nalazi na lijevoj strani rijeke Miljacke, između mostova Ćumurija i Drvenija. Podignuta je 1902. godine prema projektu arhitekta Karla Paržika, za Židovsku aškenašku općinu u Sarajevu. Građevina je primjer pseudomaurskog stila. Nakon Drugog svjetskog rata, ova aškenaška sinagoga dugo je bila jedini aktivni židovski hram u Sarajevu. Danas služi kao zajednička bogomolja i Aškenazima i Sefardima, ali se u njoj nalazi i sjedište Židovske općine u Sarajevu, društva La Benevolencija, te Židovske zajednice u Bosni i Hercegovini. 
Il Kal di Lud Mudus (Hram nijemih), je bila mala sinagoga smještena u židovskoj palači u Ulici Ćemaluša. Palača je, prema projektu Josipa Vancaša, podignuta 1903. godine za Židovsku općinu i školu Talmud-Tora (kasnije Degel Tora, a 1928. godine Jevrejski srednji teološki zavod). Po čuvenom nadrabinu Abrahamu Kaponu, osnivaču židovskog lista na ladino jeziku La Alborada, ovaj hram je nazivan i Il Kal di Kapon, a po rabinu Šabetaju Đajenu i Il Kal di Đajen. Naziv Il Kal di lus modernus dolazi od novotarija u enterijeru (balkon za žene nije imao drvene rešetke), a ime Hram nijemih, jer je Abraham Kapon uveo hor u sinagogu, pa su vjernici morali da se mole tiho.
Il Kal di tiju Mači Bohor je mala sinagoga koja se početkom dvadesetih godina 20. stoljeća nalazila u Ulici Pehlivanuša, na Banjskom brijegu i cijelom Sarajevu. Bila je omiljena sinagoga Avrama Romana, poznatog kao Mači Bohor (čika Bohor). To je bila i sinagoga udruge "Olat haboker".
Templ (Veliki novi hram) je sefardska sinagoga u Sarajevu, koja se nalazila u Ulici Branilaca Sarajeva (danas se tu nalazi "Bosanski kulturni centar"). Gradnja Templa je započela 15. lipnja 1926. godine, a okončana 14. rujna 1930. godine, kada je hram i posvećen. Arhitekt je bio Rudolf Lubynski iz  Zagreba. Templ je sagrađen u pseudomaurskom stilu. Za ovu židovsku sinagogu bila je karakteristična elipsoidna kupola pokrivena bakrom, po dimenzijama treća u Europi tog vremena. Tokom okupacije u Drugom svjetskom ratu Nijemci i ustaše, te sarajevski ološ, opljačkali su i potpuno demolirali Templ, arhiv, bogatu knjižnicu, židovski muzej i židovsku vijećnicu, koji su postojali uz hram. Templ je, prema projektu arhitekta Ivana Štrausa, renoviran i pregrađen 1964. godine.
Tikun Hacot je mala sinagoga koja se nalazila u Ulici Jaroslava Černija (koju su Sefardi zvali La kaleža di lus Aškenazim /Aškenaska ulica/). Otvorena je krajem 19. stoljeća, u jednoj stambenoj kući. Prestala je djelovati početkom Drugog svjetskog rata. Tikun hacot je kabalistički termin. "Tikun" je hebrejska riječ i znači "ispravka" ili "obnavljanje". To je i mistični pojam, koji označava uspostavljanje pravog poretka i jedinstva. "Hacot" je isto hebrejska riječ za "ponoć". Prema predanju, Bog svaki put u ponoć pehar puni suzama, pa kad pehar bude pun, doći će Mesija. Pobožni sarajevski Židovi okupljeni oko sinagoge "Tikun Hacot", ustajali su u ponoć, izgovarali tužbalice zvane "kinot" i plakali, pomažući da se pehar ispuni
Ciduk adin je kapela na Židovskom groblju u Sarajevu. Podignuta je 1923/1924. godine prema projektu inženjera Franz Scheidiga, suvlasnika tadašnje sarajevske građevinske firme "Horvath &Scheidig". Građevina je projektovana po uzoru na sinagogu u Essenu. Posvećena je 1924. godine. Između 1919. i 1930. godine groblje je ograđeno masivnom kamenom ogradom. Također je podignuta velika trodjelna kapija od kovanog željeza. Obnovljena je pred rat u Bosni i Hercegovini, a u ratu potpuno demolirana. Nakon rata u Bosni i Hercegovini kapela je temeljito obnovljena.